# 앤터니아 젠트리
앤터니아 젠트리(Antonia Gentry, 1997년 9월 25일 ~ )는 미국의 배우이다.

## 출연 작품

### 영화
- 캔디 상자 (2018) - 재스민 역

### 텔레비전
- 지니 & 조지아 (2021-) - 지니 밀러 역